# Roger Barton
Roger Barton (n. 6 ianuarie 1945) este un om politic britanic, membru al Parlamentului European în perioadele 1989-1994 si 1994-1999 din partea Regatului Unit.
1. ↑  Deputații în Parlamentul European